# Enrico Pfister
Enrico Pfister (* 4. April 1982) ist ein ehemaliger österreichischer Fußballspieler. Er spielte mit Ausnahme seiner Ausbildungszeit beim BNZ Vorarlberg ausschließlich für seinen Heimatverein SCR Altach. Er spielte linker Verteidiger. 

## Leben und Karriere
Pfister begann seine Profikarriere beim Bundesnachwuchszentrum Vorarlberg, von wo er 2001 zum SCR Altach wechselte. Von 2001 bis 2004 spielte er mit den Altachern in der österreichischen Regionalliga. Nach dem Aufstieg 2004 in die 2. Liga folgte zwei Jahre später der Aufstieg in die T-Mobile-Bundesliga. In drei Jahren in der höchsten Spielklasse brachte er es auf 55 Einsätze und erzielte dabei ein Tor. Im April 2010 musste er wegen anhaltender Verletzungssorgen seine Karriere beenden.